# フランス・ドゥ・ヴァール

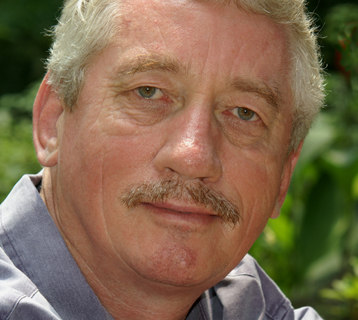

フランス・ドゥ・ヴァール（Frans de Waal、1948年10月29日 - 2024年3月14日）は、オランダ生まれの心理学者、動物行動学者、動物学者。

## 人物
霊長類行動の研究では、世界の第一人者として知られる。カレル・ファン・シャイクと共に、人の笑いの二起源説で有名なヤン・ファン・ホーフの弟子。『チンパンジーの政治学』というベストセラーで世界的に知られるようになる。
日本の霊長類学研究の擬人主義に近い立場を取る。
現在エモリー大学で霊長類行動のチャールズ・ハワード・キャンドラー教授職にあり、類人猿と人類の進化について最先端の研究を行っている、リビング・リンクス・センターの所長も務めている。
人間の道徳的な行動や、その基盤をなす「公正さ(fairness)」の概念の起源がゾウやサル・類人猿などの行動に見いだせると主張しており、道徳の起源を説明するのに宗教は必要ないと考えている。
1993年には王立オランダ芸術科学アカデミーに選出され、2004年には米国国立科学アカデミーに選ばれている。ジョージア州アトランタ在住。
2024年3月14日の夜、転移性胃がんのためアトランタで死去した。75歳没。

## キャリア
2007年タイム誌の最も影響力のある100人に選ばれた。

## 参照
- ｢7歳になると精液を体内に注入される｣ニューギニアのサンビア社会の少年が必ず受ける通過儀礼の意味 ｢男らしさ｣を獲得するために､男性同士で性行為を行う | PRESIDENT Online（プレジデントオンライン）

## 著作
- Chimpanzee Politics: Power and Sex Among Apes (25th Anniversary ed.). Baltimore, MD: JHU Press; 2007. ISBN 978-0-8018-8656-0.
  - 『政治をするサル―チンパンジーの権力と性』西田利貞訳. どうぶつ社（自然誌選書 1984年）平凡社ライブラリー、1994
- 『仲直り戦術 霊長類は平和な暮らしをどのように実現しているか』西田利貞, 榎本知郎訳（どうぶつ社 1993年）
- 『利己的なサル、他人を思いやるサル―モラルはなぜ生まれたのか』西田利貞, 藤井留美訳（草思社, 1998年）
- 『ヒトに最も近い類人猿ボノボ』フランス・ランティング写真, 加納隆至監修, 藤井留美訳 ティビーエス・ブリタニカ（阪急コミュニケーションズ, 2000年）
- 『サルとすし職人―「文化」と動物の行動学』西田利貞, 藤井留美訳.（原書房, 2002年）
- 『あなたのなかのサル―霊長類学者が明かす「人間らしさ」の起源』藤井留美訳（早川書房, 2005年）
- 『チンパンジーの政治学―猿の権力と性』西田利貞訳（産経新聞出版, 2006年）
- 『共感の時代へ 動物行動学が教えてくれること』柴田裕之訳（紀伊國屋書店, 2010年）
- 『道徳性の起源 ボノボが教えてくれること』柴田裕之訳. 紀伊國屋書店, 2014
- 『動物の賢さがわかるほど人間は賢いのか』松沢哲郎監訳, 柴田裕之訳 紀伊國屋書店 2017
- 『ママ、最後の抱擁 わたしたちに動物の情動がわかるのか』柴田裕之訳 紀伊國屋書店 2020